# CISPR
CISPR (fr. Comité International Spécial des Perturbations Radioélectriques, pol. Specjalny Międzynarodowy Komitet do spraw Zakłóceń Radioelektrycznych) – międzynarodowy komitet techniczny, stanowiący część International Electrotechnical Commission (IEC), założony w 1934 roku w celu ustanawiania standardów związanych z kontrolą oddziaływań elektromagnetycznych i urządzeń elektronicznych.
CISPR podzielony jest na 6 podkomitetów zajmujących się tematyką:
- A – pomiary zakłóceń radioelektrycznych i metody statystyczne
- B – pomiary oddziaływań związanych ze sprzętem przemysłowym, naukowym lub medycznym, aparaturą wysokonapięciową, liniami energetycznymi i urządzeniami trakcyjnymi
- D – oddziaływania w silnikach pojazdów (spalinowych i elektrycznych)
- F – oddziaływania w sprzętach gospodarstwa domowego, narzędziach i sprzęcie oświetleniowym
- H – limity dla ochrony częstotliwości radiowych
- I – kompatybilność elektromagnetyczna w technologiach informatycznych (IT), multimediach, odbiornikach radiowych i sprzęcie audio.